# Chaetodontoplus chrysocephalus
Chaetodontoplus chrysocephalus är en fiskart som först beskrevs av Bleeker, 1854.  Chaetodontoplus chrysocephalus ingår i släktet Chaetodontoplus och familjen Pomacanthidae. IUCN kategoriserar arten globalt som livskraftig. Inga underarter finns listade i Catalogue of Life.